# Koki Maezawa
Koki Maezawa (født 21. marts 1993) er en japansk fodboldspiller, som spiller for den japanske fodboldklub Azul Claro Numazu.